# Louis François Gouest
Louis François Gouest est un homme politique français né le 27 août 1747 à Fontainebleau (Seine-et-Marne) et décédé le 15 janvier 1819 à Coulommiers (Seine-et-Marne).
Procureur avant la Révolution, il est président du tribunal civil de Coulommiers sous le Premier Empire. Il est député de Seine-et-Marne en 1815, pendant les Cent-Jours.

## Sources
- « Louis François Gouest », dans Adolphe Robert et Gaston Cougny, Dictionnaire des parlementaires français, Edgar Bourloton, 1889-1891 [détail de l’édition]